# 申施泰特
申施泰特（德語：Schönstedt）是德国图林根州的一个市镇。总面积22.64平方公里，总人口1400人，其中男性715人，女性685人（2011年12月31日），人口密度62人/平方公里。